# Diego Viera
Diego Francisco Viera Ruiz Díaz (Asunción, 30 aprile 1991) è un calciatore paraguaiano, difensore del Libertad.

## Caratteristiche tecniche
È un difensore centrale.

## Carriera

### Club
Ha giocato nella prima divisione paraguaiana.

### Nazionale
Nel 2011 con la nazionale Under-20 paraguaiana ha partecipato al Campionato sudamericano di categoria, disputando 4 incontri e segnando una rete (nel match perso 4-2 contro il Brasile).

## Palmarès

### Club

#### Competizioni nazionali
- Campionato paraguaiano: 5

Libertad: Apertura 2021, Apertura 2022, Apertura 2023, Clausura 2023, Apertura 2024
- Copa Paraguay: 3

Libertad: 2023, 2024